# جون جرير
جون جرير (بالإنجليزية: John Grier)‏ هو لاعب رماية أمريكي، ولد في 6 فبراير 1901، وتوفي في 30 يونيو 1991 في ويلمنغتون في الولايات المتحدة.

## وصلات خارجية
- جون جرير على موقع أوليمبيديا (الإنجليزية)